# 阿瓦耶昂沙泰勒罗
阿瓦耶昂沙泰勒罗（法語：Availles-en-Châtellerault，法語發音：[avaj ɑ̃ ʃatɛlʁo]）是法国新阿基坦大区维埃纳省的一个市镇，位于该省北部，属于沙泰勒罗区。

## 地理
阿瓦耶昂沙泰勒罗（46°45'17"N, 0°34'45"E）面积15.46 平方千米，位于法国新阿基坦大区维埃纳省，该省份为法国中西部省份，北起曼恩-卢瓦尔省和安德尔-卢瓦尔省，西接德塞夫勒省，南至夏朗德省，东南接上维埃纳省，东临安德尔省。
与阿瓦耶昂沙泰勒罗接壤的市镇（或旧市镇、城区）包括：维埃纳河畔瑟农、沙泰勒罗、蒙图瓦龙、维埃纳河畔武讷伊、瑟尼耶-圣索沃尔。

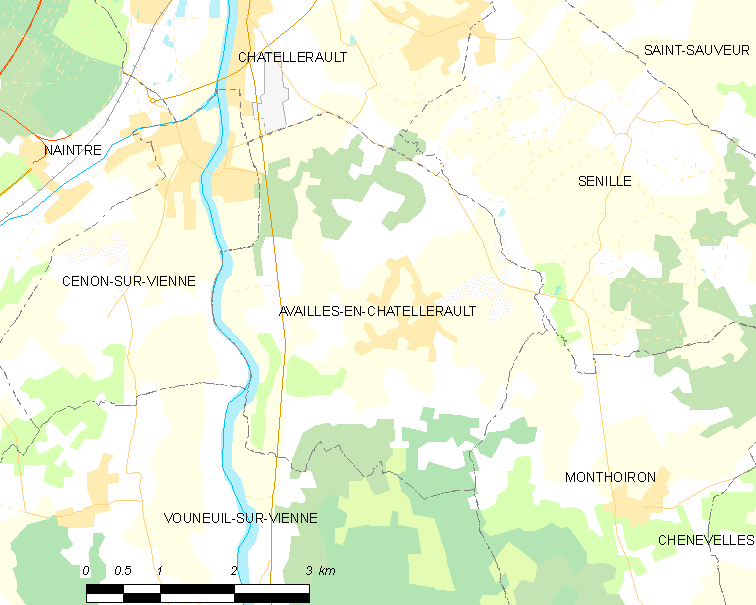
阿瓦耶昂沙泰勒罗的OSM定位图

阿瓦耶昂沙泰勒罗的时区为UTC+01:00、UTC+02:00（夏令时）。

## 行政
阿瓦耶昂沙泰勒罗的邮政编码为86530，INSEE市镇编码为86014。

## 政治
阿瓦耶昂沙泰勒罗所属的省级选区为绍维尼县。

## 人口

1962-2008年间阿瓦耶昂沙泰勒罗人口变化图示

阿瓦耶昂沙泰勒罗于2022年1月1日时的人口数量为1738人。